# Негт, Оскар
О́скар Негт (нем. Oskar Negt [ˈneːkt]; 1 августа 1934, Капкайм, Восточная Пруссия, Третий рейх — 2 февраля 2024) — немецкий философ и социолог, один из представителей Франкфуртской школы критической теории. Профессор социологии Ганноверского университета.